# 1995 UE
1995 UE är en asteroid i huvudbältet som upptäcktes den 17 oktober 1995 av de båda italienska astronomerna Pierangelo Ghezzi och Piero Sicoli vid Sormano-observatoriet.
Asteroiden har en diameter på ungefär 3 kilometer.